# Highlander (Hansa-Park)
Der Highlander im Hansa-Park in Sierksdorf (Schleswig-Holstein) ist ein Gyro-Drop-Tower mit einer Gesamthöhe von 120 m bis zur Spitze und einer Fallhöhe von 103 m, was ihn zum Zeitpunkt der Eröffnung zum weltweit höchsten Gyro-Drop-Tower und zum weltweit höchsten und schnellsten Gyro-Drop-Tower mit abkippenden Sitzen machte. Die Gondel bietet Platz für 24 Personen, die während der Fahrt mit Schulterbügeln gesichert sind. Seit einem Unfall in Orlando im März 2022 an einem Freifallturm des gleichen Modells wurden zusätzliche Sicherheitsgurte angebracht.

## Fahrt
Der Highlander verfügt über zwei Fahrprogramme: Tilt und Super-Tilt. Während der Fahrt nach oben dreht sich die Gondel gegen den Uhrzeigersinn. Kurz vor Erreichen der höchsten Position kippen die Sitze um 30° nach vorn. So abgekippt dreht sich die Gondel ein weiteres Mal um den Turm. Wird das Fahrprogramm Tilt ausgeführt, kippen die Sitze nun in ihre normale Position zurück, bevor die Gondel fällt. Beim Fahrprogramm Super-Tilt dagegen fällt die Gondel mit nach vorn gekippten Sitzen. Diese werden erst am Boden, vor der Bügelentriegelung, wieder aufgerichtet.

## Technisches
Der 120 m hohe Turm steht auf Bohrpfählen, die 28 m tief in den Boden reichen. Die Abbremsung der Gondel erfolgt durch Magnetbremsen.

## Thematischer Bezug
Der Highlander wurde am 26. April 2019, kurz nach Beginn der Saison 2019 eröffnet und bildete zugleich den Startschuss für den neuen Themenbereich Bezauberndes Britannien, welcher rund um die neu gestaltete klassische Loopingachterbahn Nessie entsteht. Er soll seine Besucher in die Welt Schottlands und des Eilean Donan Castles einführen.

## Soundtrack
Der Soundtrack des Highlanders wurde von Andreas und Sebastian Kübler von IMAscore in einem schottischen Stil produziert.